# National-conservatisme
Le national-conservatisme, nationalisme conservateur ou nationalisme de droite est une variante du conservatisme qui se concentre particulièrement sur la défense d'une « identité nationale et culturelle » vraie ou supposée. En Europe, les nationaux-conservateurs sont généralement eurosceptiques.

## Description
Le national-conservatisme est lié au conservatisme sociétal : les partis nationaux-conservateurs sont sociétalement « traditionnels », c'est-à-dire qu'ils soutiennent la famille traditionnelle (couple hétérosexuel et enfants) et la stabilité sociale. Selon Sieglinde Rosenberger, « le national-conservatisme loue la famille comme une maison et un centre de l'identité, de la solidarité et de l'émotion. Beaucoup de nationaux-conservateurs sont donc les sociaux-conservateurs, ils militent aussi ainsi en faveur de la limitation de l'immigration et l'adoption d'une politique plus stricte en matière de maintien de l'ordre »[réf. nécessaire].
Selon V. C. Mandal, « en plus de ces éléments communs, les nationaux-conservateurs peuvent avoir des vues différentes dans les différents pays, en fonction de facteurs locaux. Cela est particulièrement vrai dans le cas des questions économiques, où les points de vue des nationaux-conservateurs peuvent varier entre le soutien à une économie planifiée en préconisant une économie mixte centriste, à défendre une économie de laissez-faire ». Dans le premier cas (le plus commun), les nationaux-conservateurs peuvent être distingués des conservateurs économiques, pour qui les politiques économiques de libre marché et la déréglementation sont les principales priorités. Certains commentateurs ont en effet identifié un écart croissant entre le national-conservatisme et le nationalisme économique[réf. nécessaire].
Des exemples du national-conservatisme avaient monté qu'ils sont susceptibls de les allier avec plusieurs mouvements. En Flandres, une région de la Belgique, vous avez le parti droite, Vlaams Belang, qui juxtaposent un nationalisme flamand avec un conservatisme. Leurs compagnons moins radicaux, le N-VA, sont le plus grand parti de la Belgique, mais tous les deux ont clairement adopté quelques aspects du national-conservatisme et ajouté un agenda economique, qui serait comparable au néo-liberalisme.

## Partis nationaux-conservateurs dans le monde
- Albanie - Parti démocrate d'Albanie[3], Parti républicain d'Albanie[4], Parti du front national albanais

- Algérie - Front national algérien

- Allemagne - Les Républicains, Alternative pour l'Allemagne[5]

- Arménie - Parti républicain d'Arménie

- Australie - Pauline Hanson's One Nation

- Autriche - Les Conservateurs réformateurs, Parti de la liberté d'Autriche[6]

- Belgique - Vlaams Belang[7]

- Bolivie - Action démocratique nationaliste

- Bulgarie - Patriotes unis (Front national pour le salut de la Bulgarie, VMRO - Mouvement national bulgare[8])

- Brésil - Patriota

- Canada - Parti populaire du Canada

- Chili - Union démocrate indépendante[9]

- Chypre - Alliance des citoyens[10], Mouvement solidarité[10]

- Croatie - Parti croate du Droit - Ante Starčević, Union démocratique croate[3]

- Danemark - Parti populaire danois[11], Démocrates danois

- Espagne - Alternativa Española, Vox[12]

- Estonie - Parti libre d'Estonie, Parti populaire conservateur d'Estonie[13], Union de la patrie et Res Publica[3]

- États-Unis - Parti républicain (factions), Parti de la Constitution, American Freedom Party

- Union européenne - Alliance des conservateurs et réformistes européens[14], Mouvement pour l'Europe des libertés et de la démocratie[14], Alliance pour la démocratie directe en Europe

- Finlande - Vrais Finlandais[15]

- France - Rassemblement national, Reconquête, Mouvement pour la France[16], Debout la France, Ligue du Sud, Identité-Libertés

- Grèce - Alerte populaire orthodoxe, Grecs indépendants[17]

- Hongrie - Fidesz-Union civique hongroise[18],[19], Jobbik[20], Parti populaire démocrate-chrétien

- Inde - Bharatiya Janata Party[21]

- Indonésie - Parti démocrate

- Israël - Israel Beytenou, Likoud[22]

- Italie - La Droite, Frères d'Italie[23]

- Japon - Parti libéral-démocrate[24]

- Lettonie - Alliance nationale[25]

- Liban - Phalanges libanaises

- Lituanie - Ordre et justice[26], Union de la patrie - Chrétiens-démocrates lituaniens

- Luxembourg - Parti réformiste d'alternative démocratique[27]

- Macédoine du Nord - VMRO-DPMNE[28]

- Norvège - Parti du progrès[29]

- Pays-Bas - Forum pour la démocratie[30]

- Pologne - Droite de la République, Droit et justice[31], Ligue des familles polonaises, Pologne solidaire

- Portugal - Parti populaire[32], Parti national rénovateur

- République tchèque - Parti démocratique civique[33],[34], Parti des citoyens libres[35]

- Roumanie - Bloc d'identité nationale en Europe (Parti Roumanie unie, Parti de la Grande Roumanie)

- Royaume-Uni - Parti pour l'indépendance du Royaume-Uni, Parti unioniste démocrate[36], Voix unioniste traditionnelle[36]

- Russie - Grande Russie, Rodina, Russie unie[37]

- Serbie - Parti démocrate de Serbie, Parti progressiste serbe[38], Parti radical serbe[39]

- Slovaquie - Démocrates conservateurs de Slovaquie, Nous sommes une famille, Parti national slovaque, Parti populaire « Notre Slovaquie »[40]

- Slovénie - Parti démocratique slovène

- Suède - Démocrates de Suède[41]

- Suisse - Ligue des Tessinois, Union démocratique du centre[42],[43], Union démocratique fédérale[44], Démocrates Suisses

- Turquie - Parti de la justice et du développement[45], Parti de la patrie, Parti d'action nationaliste[46]

- Ukraine - Parti républicain ukrainien

Canada - Coalition Avenir Québec